# Pistolet maszynowy MP 35
MP-35 – pistolet maszynowy kal. 9 mm, konstrukcji niemieckiej z okresu przed II wojną światową. Pistolety maszynowe MP-35 zostały przyjęte na uzbrojenie policji niemieckiej. Około 40 000 egzemplarzy znalazło się też w uzbrojeniu SS.